# Cerro Santa Elena
El cerro Santa Elena es una montaña en Chile.   Se encuentra ubicado en la Provincia de Colchagua en la Región de O'Higgins, en la zona sur de Chile, a 140 km al sur de Santiago de Chile. Su cumbre se encuentra a 696 m s. n. m.
El terreno en la zona del Cerro Santa Elena es variado, con declive hacia el oeste. La cumbre más elevada en su proximidad es la del Cerro La Justana, con 2222 m s. n. m., a 11.3 km al este del Cerro Santa Elena. La población más cercana es Chimbarongo, a 15 km al oeste del Cerro Santa Elena. En la zona en cercanías del cerro Santa Elena existen numerosas formaciones rocosas curiosas designadas con nombres.
En la zona del Cerro Santa Elena se desarrolla un bosque caducifolio. La zona en torno al Cerro Santa Elena se encuentra poblada, con una densidad de 62 habitantes por km².  En la región el clima es mediterráneo. La temperatura anual promedio en la zona es de 14 °C. Enero es el mes más caliente, con una temperatura promedio de 22 °C, julio es el mes más frío con 6 °C. La precipitación anual media es de 1049 mm. El mes más lluvioso es junio, con una precipitación media de 242 mm, y el mes más seco es enero con una precipitación de 1 mm.